# 재팬 에어 시스템
재팬 에어 시스템(영어: Japan Air System)은 1964년에 동아국내항공과 일본국내항공이 합병된 뒤 설립되었다가 2006년 일본항공에 합병된 일본의 과거 항공사로 허브 공항은 도쿄 국제공항, 오사카 이타미 공항이었으며 일본 최대의 국내선 항공기를 편성했던 항공사 중 하나이기도 했다.

## 역사
- 1964년 4월 15일 - 국토교통성(당시 운수성)에 의해, 닛토 항공(日東航空), 후지 항공(富士航空), 북일본 항공(北日本航空)이 정책적으로 합병이 되어, '일본국내항공(JDA)'으로 설립
- 1971년 5월 15일 - 일본국내항공 (JDA) 및 동아항공 (TAW)이 합병하여 '동아국내항공(TDA)'으로 변경
- 1988년 - 최초의 국제선 노선으로 대한민국에 취항 및 동아국내항공이 '재팬 에어 시스템(JAS)'으로 상호를 변경함.
- 2001년 - 일본항공과 합병하기로 합의
- 2002년 10월 2일 - 일본항공주식회사 (현 일본항공, 이하 같음) 및 재팬 에어 시스템의 주식이전으로 주식회사 일본항공 시스템즈(JALS)를 설립
- 2004년 - 재팬 에어 시스템에서 일본항공재팬로 사명 변경
- 2005년 3월 31일 - 그룹 산하 회사인 할리퀸 항공의 모든 항공 운송 사업을 종료
- 2006년 10월 1일 - 일본항공에 합병 후 소멸

## 사진

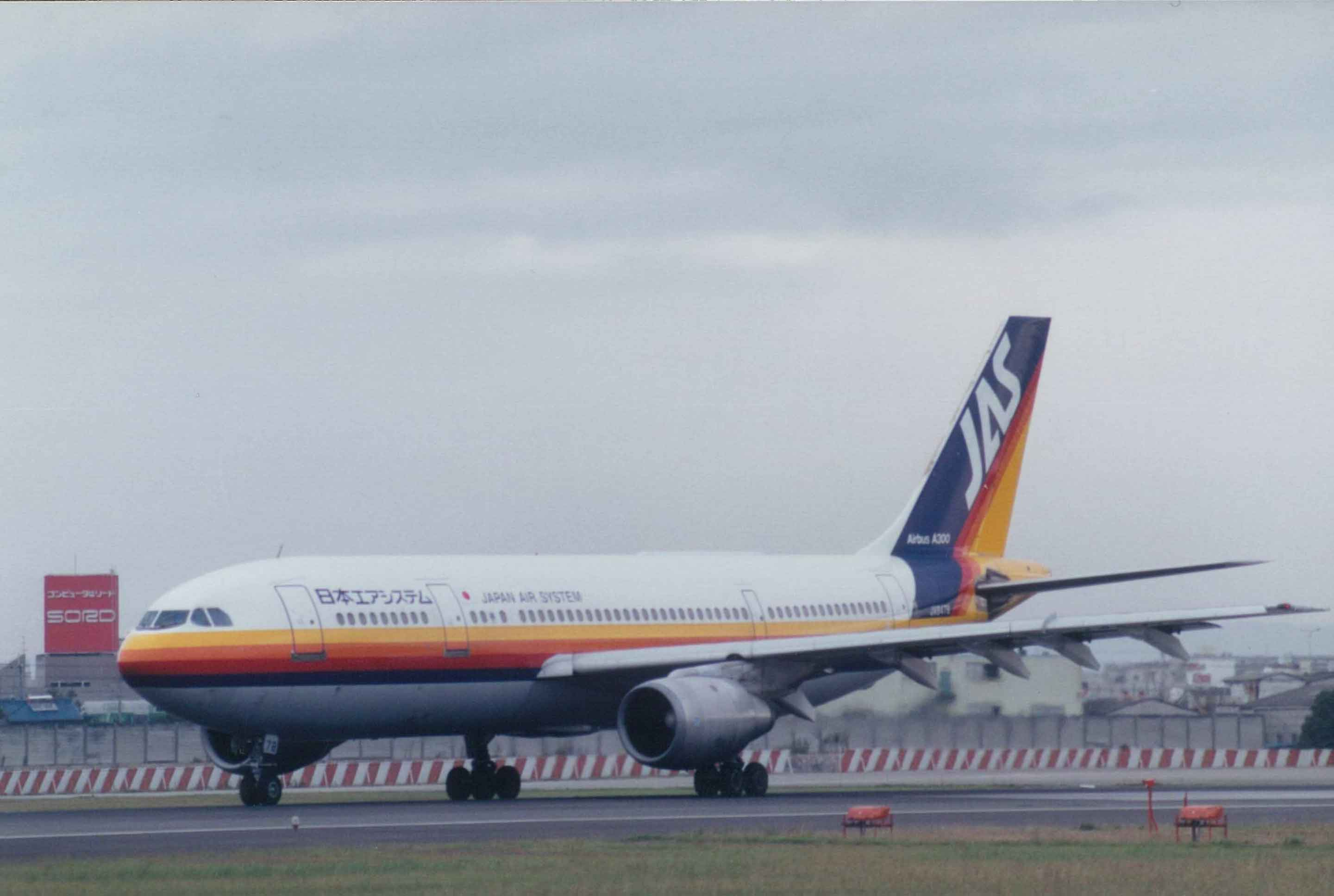
재팬 에어 시스템의 에어버스 A300-B2 (퇴역)
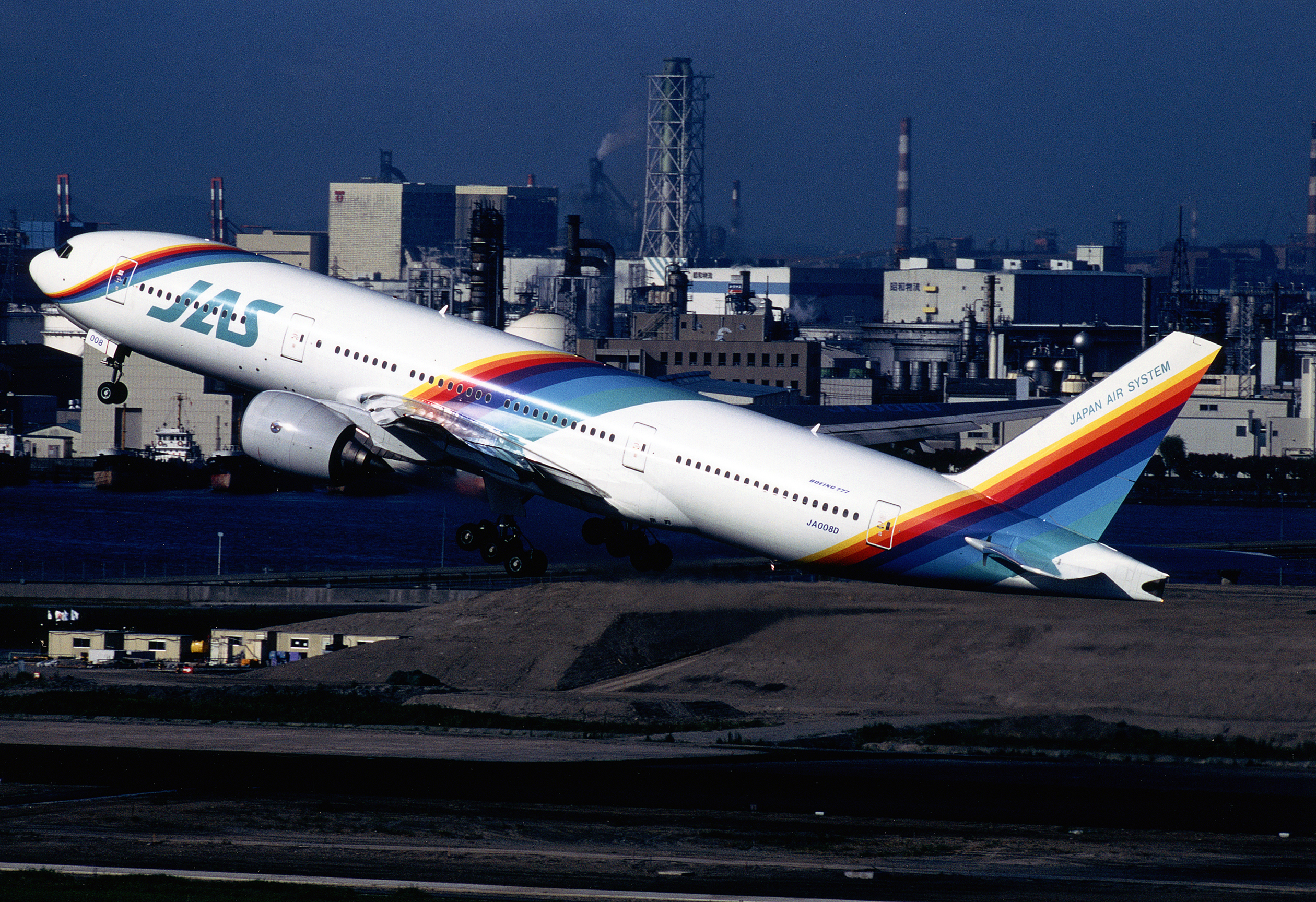
재팬 에어 시스템의 보잉 777-200 (퇴역)
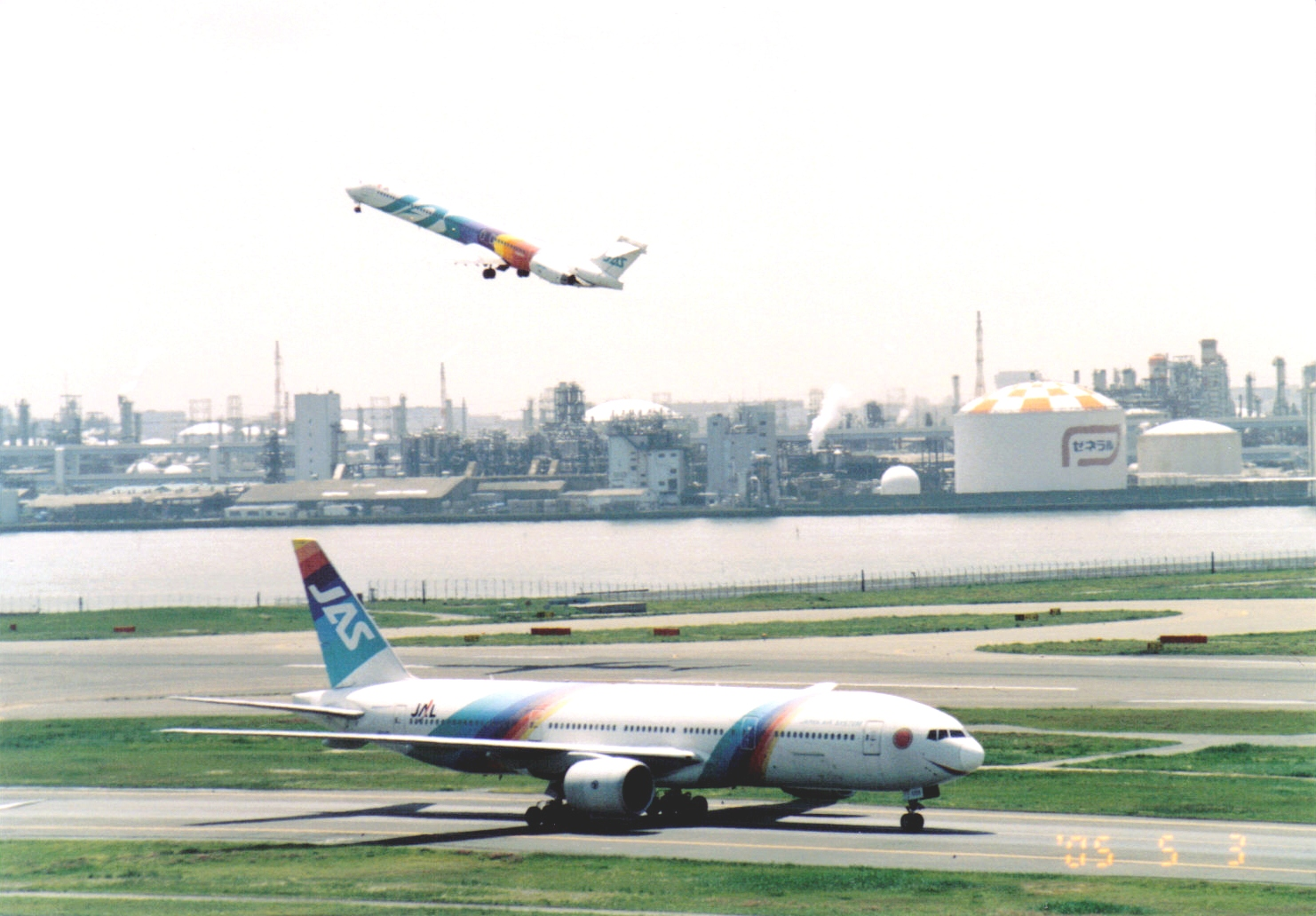
재팬 에어 시스템의 보잉 777-200과 맥도넬더글러스 MD-90 (퇴역)
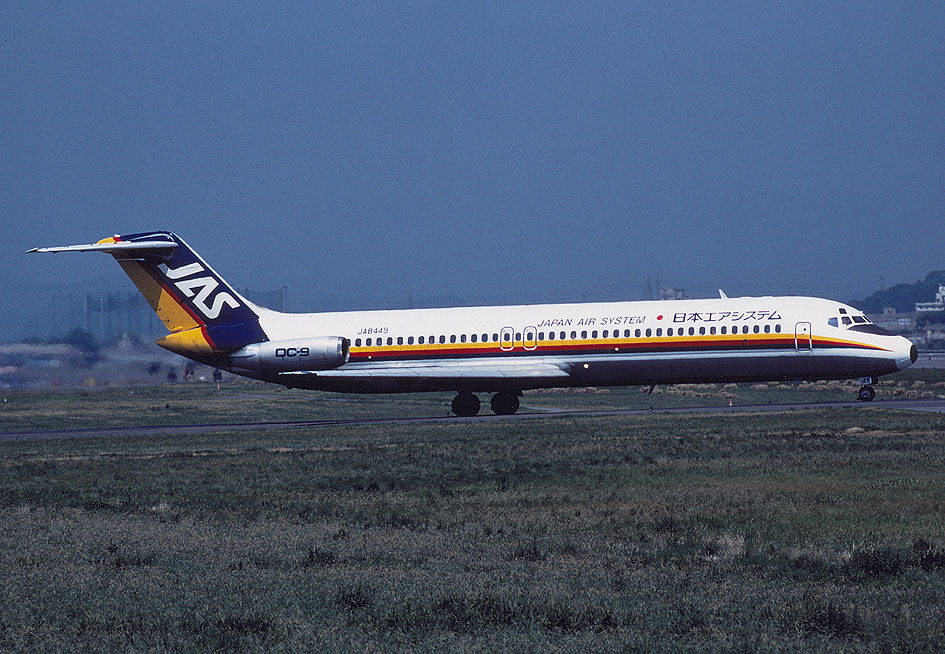
재팬 에어 시스템의 맥도넬더글러스 DC-9 (퇴역)
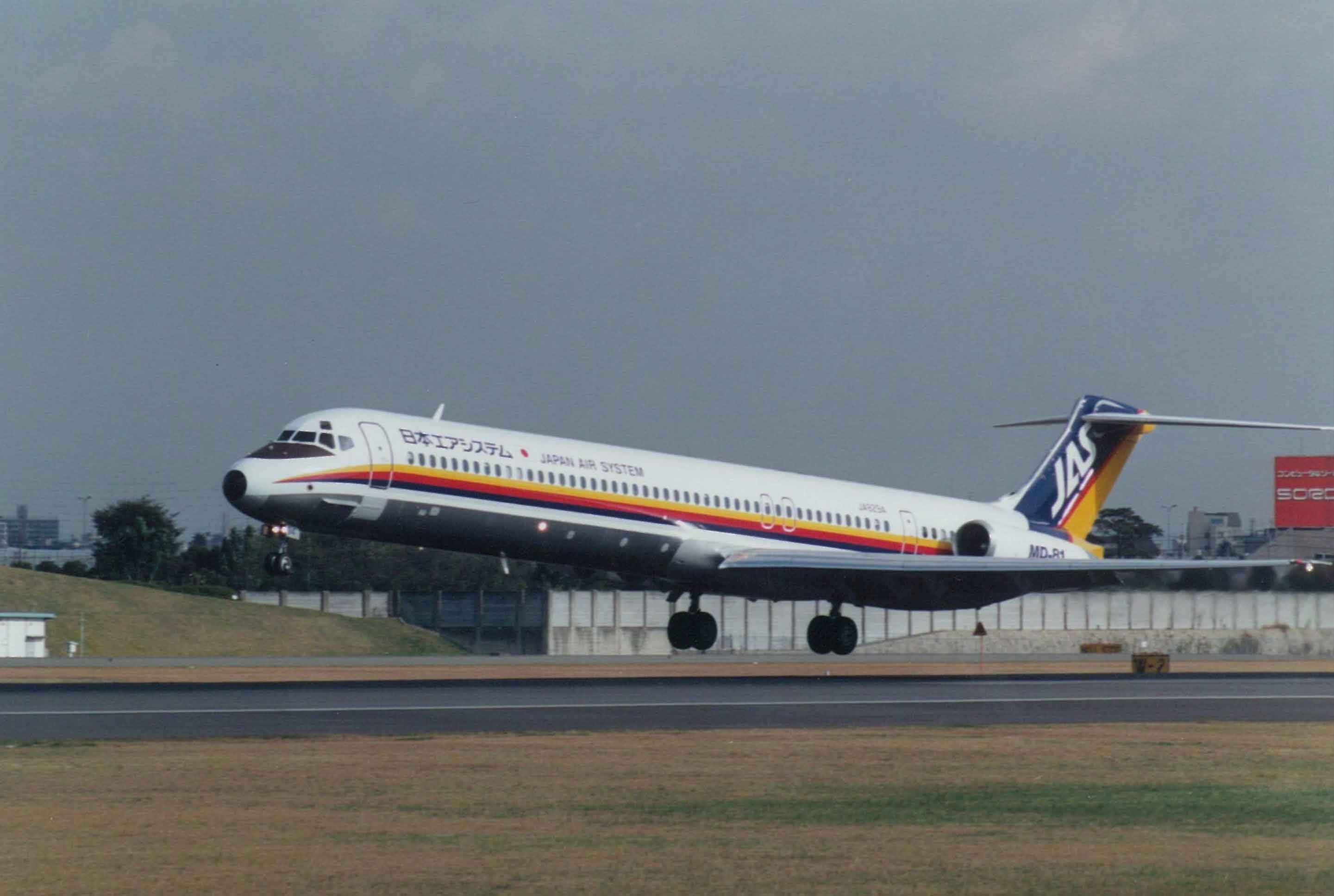
재팬 에어 시스템의 맥도넬더글러스 MD-81 (퇴역)
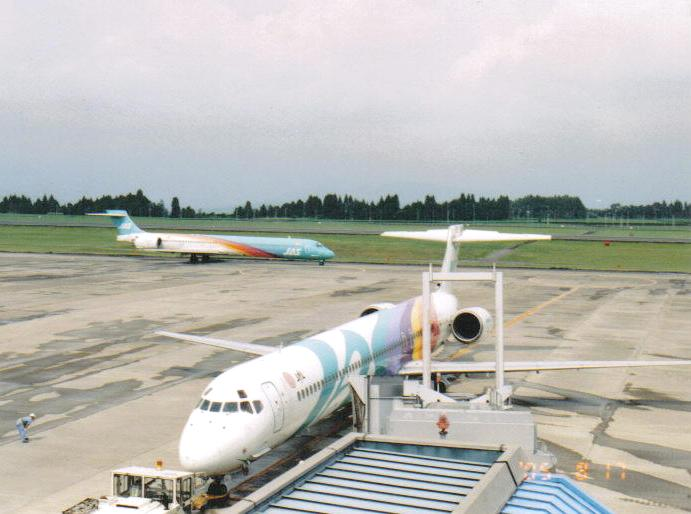
재팬 에어 시스템의 맥도넬더글러스 MD-90 (퇴역)
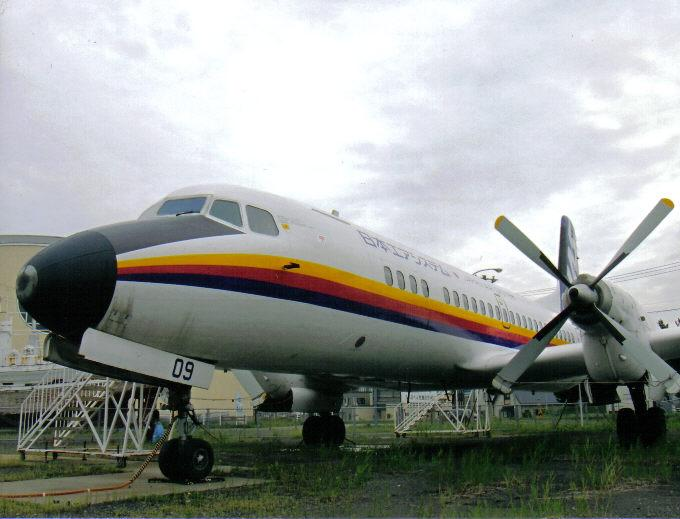
재팬 에어 시스템의 YS-11 (퇴역)

## 자회사[6]
- 일본 에어 커뮤터
- 홋카이도 에어 시스템 - 2011년 일본항공 그룹에서 분리
- 할리퀸 항공[7] - 2005년 소멸